# Anthurium luxurians
Anthurium luxurians är en kallaväxtart som beskrevs av Thomas Bernard Croat och R.N.Cirino. Anthurium luxurians ingår i släktet Anthurium och familjen kallaväxter. Inga underarter finns listade.